# 안석환
안석환(安奭奐, 1959년 11월 1일 ~ )은 대한민국의 배우이다.

## 학력
- 단국대학교 경영학과 (학사)

## 출연작

### 드라마
- 1995년 SBS 드라마 스페셜 《째즈》 ... 변호사 역
- 1996년 KBS1 대하드라마 《용의 눈물》 ... 송류 역
- 1997년 MBC 청춘시트콤 《남자 셋 여자 셋》
- 1997년 SBS 월화드라마 《여자》
- 1998년 MBC 일요아침드라마 《사랑밖엔 난 몰라》
- 1998년 SBS 창사 6주년 특별기획드라마 《백야 3.98》
- 1999년 SBS 주말극장 《젊은 태양》 ... 한재수 역
- 1999년 MBC 주간 코미디 드라마 《여자 대 여자》
- 1999년 KBS2 주말연속극 《사랑하세요?》
- 1999년 SBS 특별기획 미니시리즈 《고스트》 ... 축구하다 죽은 귀신 허봉구 역
- 2000년 KBS2 주간시트콤 《사랑의 유람선》
- 2002년 KBS2 아침드라마 《여고 동창생》 ... 박종수 역
- 2003년 SBS 드라마 스페셜 《때려》 ... 봉기봉 관장 역
- 2003년 MBC 수목미니시리즈 《눈사람》
- 2003년 KBS2 단막극 《드라마시티 - S대 법학과 미달사건》 ... 홍우철 역
- 2003년 KBS2 단막극 《드라마시티 - 디스코의 여왕》 ... 양팀장 역
- 2003년 KBS2 단막극 《드라마시티 - 상 파울루》 ... 홍사장 역
- 2003년 MBC 수목미니시리즈 《좋은사람》 ... 구상진 역
- 2003년 KBS2 단막극 《드라마시티 - 못말리는 시동생》 ... 김부장 역
- 2003년 KBS2 단막극 《드라마시티 - 범죄없는 마을》
- 2004년 SBS 일일드라마  《소풍가는 여자》 ... 주성배 역
- 2004년 KBS2 한중합작 특별기획드라마 《북경, 내 사랑》 ... 서일도 역
- 2004년 KBS2 납량특집 미니시리즈 《구미호외전》
- 2004년 MBC 특별기획 대하드라마 《영웅시대》 ... 종로경찰서 보안과 주임 곤도 경부보 → 경부 역
- 2004년 MBC 단막극 《MBC 베스트극장 - 타블로이드 朴 / Episode 1 / J양의 진실》
- 2004년 MBC 단막극 《MBC 베스트극장 - 베리메리크리스마스》
- 2005년 KBS2 월화미니시리즈 《쾌걸 춘향》 ... 몽룡 부 역
- 2005년 KBS2 단막극 《드라마시티 - 개조는 맨발이다》 ... 이장 역
- 2005년 MBC 월화미니시리즈 《환생-넥스트》 ... 정신과 의사, 최 진사, 겐지, 진 장군 역
- 2005년 SBS 드라마 스페셜 《돌아온 싱글》 ... 정대근 역
- 2005년 KBS1 TV소설 《바람꽃》 ... 장억근 역
- 2005년 KBS2 단막극 《드라마시티 - 다함께 차차차》
- 2005년 KBS1 일일연속극 《별난여자 별난남자》 ... 이병두 역
- 2005년 SBS 창사15주년 대하드라마 《서동요》 ... 백제 26대왕 성왕 역
- 2005년 KBS2 단막극 《드라마시티 - 고포여인숙》
- 2005년 SBS 드라마 스페셜 《마이걸》 ... 장일도 역
- 2006년 KBS1 단막극 《TV문학관 - 나쁜 소설》
- 2006년 MBC 월화미니시리즈 《내 인생의 스페셜》 ... 선글남 역
- 2006년 KBS2 수목미니시리즈 《투명인간 최장수》 ... 강영복 역
- 2006년 KBS2 4부작 미니시리즈 《특수수사일지: 1호관 사건》 ... 최준 역
- 2006년 KBS2 추석특집드라마 《무기여 잘 있거라》 ... 대대장 역
- 2006년 KBS1 TV소설 《순옥이》
- 2006년 KBS2 단막극 《드라마시티 - 1110호 작가, 310호 배우》 ... 장감독 역
- 2006년 KBS2 단막극 《드라마시티 - 별은 빛나건만》
- 2007년 SBS 드라마 스페셜 《마녀유희》 ... 채병서 역
- 2007년 KBS2 수목드라마 《경성스캔들》 ... 우에다 마모루 역
- 2007년 SBS 대기획 《로비스트》 ... 민주화합당 국회의원 최무갑 역
- 2007년 KBS2 단막극 《드라마시티 - 이중장부 살인사건》 ... 강용주 역
- 2007년 KBS2 단막극 《드라마시티 - 늙은 양아치의 노래》 ... 조달구 역
- 2008년 KBS2 수목미니시리즈 《쾌도 홍길동》 ... 서윤섭 역
- 2008년 MBC 시즌드라마 《비포&애프터 성형외과》 ... 이억만 역
- 2008년 KBS2 단막극 《드라마시티 - 징계위원회》 ... 공보관 역
- 2008년 MBC 수목미니시리즈 《스포트라이트》 ... 안중석 역
- 2008년 SBS 드라마 스페셜 《바람의 화원》 ... 윤복의 부, 신한평 역
- 2008년 MBC 일일시트콤 《크크섬의 비밀》 ... 사장 역
- 2008년 KBS2 납량특집드라마 《2008 전설의 고향》〈아가야 청산가자〉 ... 천수 역 / 〈환향녀〉
- 2008년 MBC 아침드라마 《하얀 거짓말》 ... 서호구 역
- 2009년 KBS2 월화미니시리즈 《꽃보다 남자》 ... 잔디의 부, 금일봉 역
- 2009년 KBS2 4부작 미니시리즈 《경숙이 경숙 아버지》 ... 최 사장 역
- 2009년 SBS 대하드라마 《자명고》 ... 태사령 자묵 역(특별출연)
- 2009년 MBC 수목미니시리즈 《신데렐라 맨》 ... 집사 역
- 2009년 KBS2 수목미니시리즈 《파트너》 ... 정재호의 양아버지 역
- 2009년 KBS2 납량기획드라마 《전설의 고향》〈목각귀〉 ... 김추서 역
- 2010년 KBS2 HD 특별기획드라마 《추노》 ... 방 화백 역
- 2010년 KBS2 수목드라마 《도망자 플랜 B》
- 2010년 MBC 수목미니시리즈 《개인의 취향》 ... 한윤섭 역
- 2010년 SBS 드라마스페셜 《대물》 ... 손본식 역
- 2010년 KBS1 특별기획 대하드라마 《근초고왕》 ... 고흥 역
- 2011년 KBS2 단막극 《KBS 드라마 스페셜 연작 시리즈 - 특별수사대 MSS》 ... 최두일 역
- 2011년 SBS 월화드라마 《파라다이스 목장》 ... 한태만 역
- 2011년 SBS 월화드라마 《무사 백동수》 ... 서유대 역
- 2011년 KBS2 단막극 《KBS 드라마 스페셜 - 삐삐가 울린다》 ... 김광수 역
- 2011년 trende 8부작 드라마 《피아니시모》
- 2011년 SBS 대기획 《뿌리깊은 나무》 ... 이신적 역
- 2012년 SBS 드라마 스페셜 《부탁해요 캡틴》 ... 동찬 역(특별출연)
- 2012년 SBS 금요시트콤 《도롱뇽도사와 그림자 조작단》2회 ... 팔성파 보스 역(특별출연)
- 2012년 SBS 드라마 스페셜 《옥탑방 왕세자》 ... 용동만 역
- 2012년 SBS 주말극장 《맛있는 인생》 ... 조평구 역
- 2012년 KBS2 HD 특별기획드라마 《각시탈》 ... 이시용 역
- 2012년 KBS2 월화미니시리즈 《빅》 ... 길민규 역
- 2012년 KBS2 일일시트콤 《패밀리》 ... 열석환 역
- 2012년 SBS 아침연속극 《너라서 좋아》 ... 잭블랙 역
- 2012년 SBS 특집드라마 《가족사진》 ... 한상식 역
- 2013년 JTBC 일일연속극 《가시꽃》 ... 백두진 역
- 2013년 OCN 미니시리즈 《더 바이러스》 ... 김도진 역
- 2013년 SBS 일일드라마 《못난이 주의보》 ... 이경태의 아버지 역
- 2013년 MBC 주말특별기획 《스캔들 : 매우 충격적이고 부도덕한 사건》 ... 조치국 역
- 2013년 MBC 월화드라마 《불의 여신 정이》 ... 도요토미 히데요시 역[1]
- 2013년 MBC 일일연속사극 《제왕의 딸 수백향》 ... 백가 역
- 2013년 MBC 아침드라마 《내 손을 잡아》 ... 오진태 역
- 2013년 tvN 월화드라마 《빠스껫 볼》 ... 민태식 역
- 2014년 KBS2 수목드라마 《조선 총잡이》 ... 김병제 역
- 2014년 KBS2 월화드라마 《연애의 발견》 ... 배민수 역
- 2014년 KBS2 수목드라마 《왕의 얼굴》 ... 이산해 역
- 2014년 KBS2 단막극 《KBS 드라마 스페셜 - 내가 술을 마시는 이유》 ... 수근 역
- 2014년 tvN 월화드라마 《라이어 게임》
- 2015년 MBC 월화드라마 《빛나거나 미치거나》 ... 김종식 역
- 2015년 SBS 2부작 특집드라마 《인생추적자 이재구》 ... 왕길산 역
- 2015년 JTBC 금토드라마 《순정에 반하다》 ... 마태석 역
- 2015년 KBS2 TV소설 《별이 되어 빛나리》
- 2015년 SBS 월화드라마 《육룡이 나르샤》 ... 육산선생 역
- 2016년 네이버 TV 웹드라마 《치안전문주식회사 저스티스》 ... 부장 역
- 2016년 OCN 주말드라마 《동네의 영웅》 ... 박선후 역
- 2016년 SBS 드라마 스페셜 《돌아와요 아저씨》 ... 차회장 역
- 2016년 SBS 드라마 스페셜 《딴따라》 ... 김성남 역
- 2017년 MBC 월화드라마 《역적 : 백성을 훔친 도적》 ... 노사신 역
- 2017년 MBC 월화드라마 《파수꾼》 ... 변호사 역
- 2017년 tvN 토일드라마 《명불허전》 ... 신명훈 / 병조판서 역
- 2018년 MBC 월화드라마 《검법남녀》 ... 노한신 역
- 2018년 tvN 월화드라마 《백일의 낭군님》 ... 박선도 영감 역
- 2018년 tvN 토일드라마 《나인룸》 ... 봉사달 역
- 2018년 JTBC 월화드라마 《일단 뜨겁게 청소하라》 ... 차회장 역
- 2018년 JTBC 수목드라마 《우리, 사랑했을까》 ... 마을 이장 역
- 2019년 MBC 월화드라마 《검법남녀 2》 ... 노한신 역
- 2020년 MBC 수목드라마 《꼰대인턴》 ... 천석호 회장 역 (특별출연)
- 2020년 MBC 일일드라마 《찬란한 내 인생》 ... 기신 역 (특별출연)
- 2020년 OCN 주말드라마 《경이로운 소문》 ... 최장물 역
- 2021년 TV조선 주말드라마 《엉클》 ... 장익 역
- 2021~2022년 KBS1 일일연속극 《국가대표 와이프》... 방배수 역
- 2022년 tvN 수목드라마 《월수금화목토》 … 정길태 역
- 2023년 tvN 토일드라마 《경이로운 소문 2: 카운터 펀치》 … 최장물 역
- 2024년 MBN 토일드라마 《세자가 사라졌다》 … 석종 역
- 2024년 Netflix 오리지널 드라마 《Mr. 플랑크톤》 … 국밥집 사장 역 (특별출연)
- 2024년 U+모바일tv 오리지널 드라마 《실버벨이 울리면》 … 오석조 역
- 2025년 Disney+ 오리지널 드라마 《트리거》 … 차성욱의 아버지 역

### 영화
- 1992년 《명자 아끼꼬 쏘냐》
- 1992년 《고철을 위하여》
- 1992년 《거리》
- 1993년 《나의 아름다운 단편》
- 1994년 《티라노의 발톱》
- 1994년 《구미호》
- 1994년 《태백산맥》
- 1994년 《너에게 나를 보낸다》 ... 색안경 역
- 1995년 《개같은 날의 오후》 ... 카메라 기자 역
- 1995년 《총잡이》 ... 희영의 실장 역
- 1996년 《꽃잎》 ... 반장 역
- 1996년 《진짜 사나이》 ... 소녀 아버지 역(우정출연)
- 1997년 《넘버 3》 ... 도강파 두목 강도식 역
- 1998년 《실락원》 ... 은교의 남편 역
- 1999년 《닥터 K》 ... 위편호 역(특별출연)
- 1999년 《텔 미 썸딩》 ... 구 검사 역
- 1999년 《세기말》 ... 요요 사내 역
- 2000년 《싸이렌》 ... 양용규 역
- 2000년 《하면 된다》 ... 정병환 역
- 2001년 《천사몽》 ... 김욱 반장 역
- 2001년 《휴머니스트》 (특별출연)
- 2001년 《조폭 마누라》 ... 결혼식 주례사 역(특별출연)
- 2002년 《공공의 적》 ... 강동경찰서 감식과 반장 역
- 2002년 《해적, 디스코왕 되다》 ... 배 사장 역
- 2002년 《아 유 레디?》 ... 황 노인 역
- 2002년 《4발가락》 ... 에프 킬러 역
- 2003년 《선택》 ... 오태식 역
- 2004년 《페이스》 ... 윤 박사 역
- 2006년 《생날선생》 ... 노 선생 역
- 2007년 《마이 파더》 ... 장민호 역
- 2011년 《사랑이 무서워》 ... 포차 주인 역
- 2012년 《후궁: 제왕의 첩》 ... 신 참판 역
- 2012년 《26년》 ... 안수호 역
- 2014년 《쿼바디스》 ... 길 목사 역
- 2015년 《태양을 쏴라》 ... 보스 역
- 2015년 《화장》 ... 안 상무 역
- 2016년 《여자 전쟁: 이사 온 남자》

### 공연
- 2019년 에쿠오스 - 마틴 다시아트 역
- 2015년 에쿠오스
- 2011년 대머리 여가수
- 2010년 시라노 드 베르쥬락
- 2010년 웃음의 대학
- 2006년 노이즈 오프
- 2004년 리처드 3세
- 2003년 아트
- 2001년 가시고기
- 2000년 불꽃의 여자, 나혜석
- 1998년 쥬라기의 사람들
- 1998년 이 풍진 세상의 노래
- 1997년 남자충동
- 1994년 고도를 기다리며 (1994년~2002년)

### 텔레비전 프로그램
- 2001년/2006년/2010년 《TV는 사랑을 싣고》
- 2016년 《다큐공감 146회 : 박 감독과 시네마 은자골》 - 내레이션
- 2016년 《어느날 갑자기》
- 2021년 《EBS 한글용사 아이야》- 훈민정음 할아버지

### CF
- 1998년 베스킨라빈스
- 2000년 테크노마트
- 2006년 공익광고협의회 음주운전
- 2006년 SK텔레콤 자동로밍

## 수상
- 1996년 서울연극제 대상
- 1996년 제33회 동아연극상 연기상
- 1997년 한국연극협회 최우수남자연기자상
- 1997년 한국연극협회 97상반기 최고인기배우
- 1997년 세계연극제 연극인이 뽑은 인기배우상
- 1998년 한국연극협회 우수공연상 연기상
- 1998년 제34회 동아연극상 연기상
- 1998년 제34회 백상예술대상 연극부문 인기상
- 1998년 오늘의 젊은 예술가상
- 2005년 KBS 연기대상 조연상
- 2012년 제1회 에이판 스타 어워즈 코믹연기상